# Eleazar ha-Qappar
Rabbi Eleazar ha-Qappar (Namensvarianten: R. Eleazar / El(e)asar Hakappar; auch als Eliezer Hakappar genannt, vermutlich eine Fehlschreibung) (er wirkte im 2. Jahrhundert) war ein Tannait der vierten Generation.
Sein Name bedeutet vielleicht „aus Kappar“, wäre dann von Qefira abzuleiten, einem Ort im Golan nahe Dabbura (wo eine Inschrift entdeckt wurde: „eliezer ha-qappar. ze bet midrascho schel rabbi“); oder (syrisch qufra) „der Asphalthändler“; oder (Kapparis = Kapernblüte) jemand, der aus Kapern Medikamente und Gewürze herstellt.
Über sein Leben ist nichts bekannt; in der Mischna ist er nur einmal erwähnt, dagegen oft in der Baraita zitiert. Er war ebenso bedeutend als halachischer wie als aggadischer Ausleger. Besonders bekannt sind seine moralischen Mahnsprüche (vgl. Aboth IV., 28–29), z. B. dass der Mensch einst Rechenschaft ablegen müsse und das „Grab keine sichere Zuflucht“ sei.
Er war vielleicht Vater des Bar Qappara/Bar Kappara (auf den sich vielleicht die obige Inschrift bezieht; manche identifizieren gar die beiden, ggf. sind aber des Sohnes Lehrsprüche nur im Namen des Vaters überliefert).